# Michael Pacher

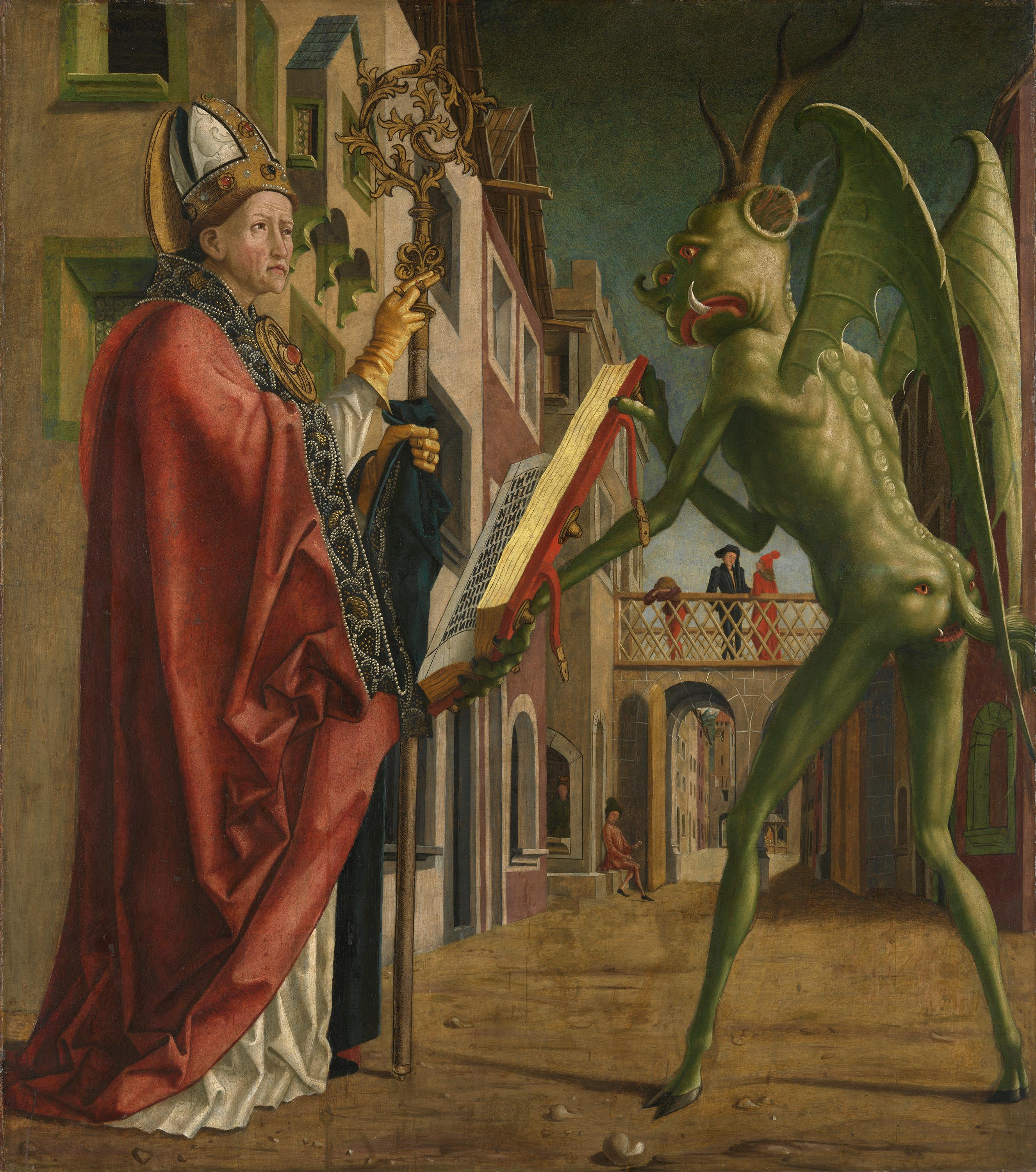
Sant Agustí i el Diable per Michael Pacher (1471 - 1475) a l'Alte Pinakothek de Múnic

Michael Pacher (c. 1435-agost 1498) va ser un pintor i escultor austríac del Gòtic, actiu en l'últim quart del segle xv. La seva obra més coneguda és el Retaule de sant Wolfgang, que conté escenes de la vida de Jesús i la Mare de Déu. La seva influència és sobretot del nord d'Itàlia, i el seu treball comparteix característiques amb la de pintors com Andrea Mantegna, i se l'ha identificat per aquest motiu com el primer artista alemany l'obra del qual comença a mostrar influències del Renaixement. No obstant això, també són evidents les influències alemanyes, especialment en les seves escultures de fusta. Va estar actiu principalment des de 1462 fins a la seva mort.

## Biografia
La data de naixement exacta de Pacher es desconeix. Es creu que va néixer l'any 1435 prop de Brixen- o a Bruneck, també al Tirol - als vessants meridionals dels Alps Tirolesos en el territori del que és avui el Tirol del Sud de la moderna Itàlia. Va viure a les regions de Val Pusteria i el Tirol del Sud, el que fa de Pacher un artista de frontera.
Poc se sap de la seva formació. Es creu que el va influir el retaule de Sterzing realitzat per Hans Multscher (1457-1458). L'obra documentada més primerenca de Pacher és un retaule datat a 1465 i que portava la seva signatura, però actualment està perdut.
Pacher va visitar Pàdua al nord d'Itàlia, on va rebre una forta influència de la moderna pintura al fresc d'Andrea Mantegna. Mantegna era considerat el mestre de la perspectiva, les composicions espacials amb un punt de vista baix van ser importants en el desenvolupament de l'estil propi de Pacher. A diferència de la major part d'artistes alemanys de finals del segle xv, la inclinació de Pacher cap a la influència italiana l'aparta de la resta dels seus compatriotes.
Pacher es descriu com un distingit artista escultor a Bruneck, a uns quaranta quilòmetres a l'est de Brixen a Pustertal, al Tirol meridional, on tenia un taller per a l'elaboració de retaules.
La seva increïble habilitat a l'hora de tallar la fusta i pintar-la van proporcionar treball per a la realització de retaules en estil alemany. Generalment consistien en peces centrals tallades, acabaments gòtics tallats a la part alta, una plataforma sobre la qual reposa el retaule i ales laterals pintades.
Pacher va passar gran part de la dècada de 1470 a Neustift, on la seva obra va consistir principalment en frescos pintats. El 1484 li van encarregar anar a Salzburg per fer un retaule per a l'orde franciscà, del qual només es conserven alguns fragments.
Michael Pacher va morir l'any 1498. No se sap amb certesa on va passar, però va morir, presumiblement, a Salzburg, que es troba a la zona fronterera entre Alemanya i Àustria.

## Estil
Pacher va ser un dels primers artistes que va introduir els principis de la pintura renaixentista a Alemanya. Va ser un artista complet que va treballar l'escultura, la pintura i l'arquitectura de fusta i pedra, destacant per igual en la talla de gravats en fusta i en la pintura. Va pintar estructures per retaules en una escala que no tenia parangó en l'art del nord d'Europa.

## Obra

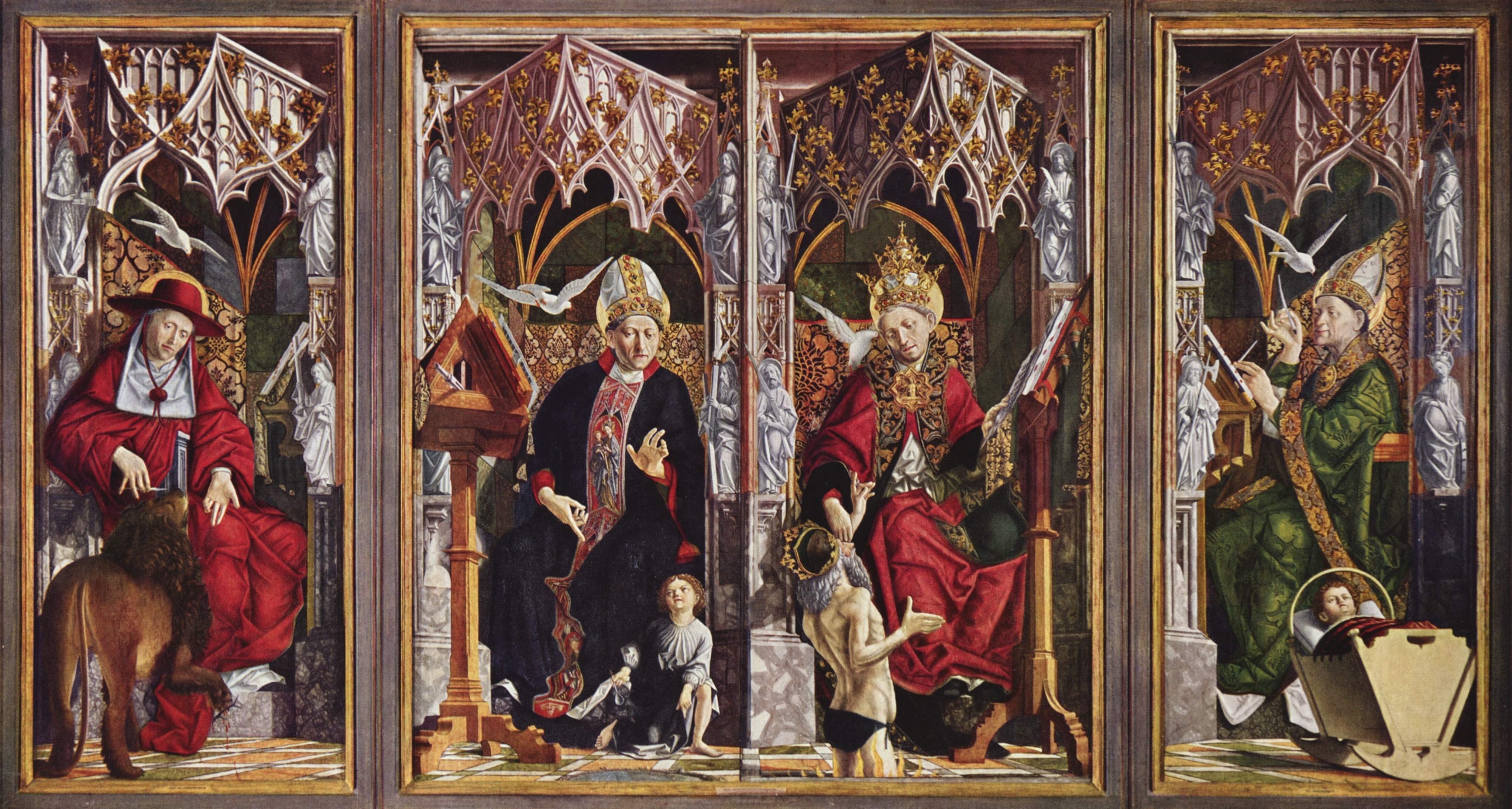
'Michael Pacher: «Retaule dels Pares de l'Església", 1471-1475, taula, 103 × 91 cm, Alte Pinakothek, Múnic.

Moltes de les obres de Pacher han estat destruïdes o greument danyades, algunes durant les guerres del segle xvii, altres el 1709. Les seves obres supervivents més importants són el retaule de Sant Wolfgang de Salzkammergut i el Retaule dels Pares de l'Església. Anterior a elles és el Retaule amb la coronació de la Verge, començat el 1471 per a l'església de Gries-Quirein, prop de Bolzano.
El «Retaule de Sant Wolfgang» (1471-1481) és la seva obra mestra. És considerat un dels retaules més destacats en fusta tallada i pintada de tot l'art europeu. La seva fusió del renaixement italià amb el realisme gòtic nòrdic van ajudar a crear un estil de pintura únic. Aquest retaule es troba a l'església de Sant Wolfgang a l'Abersee a Àustria. És un políptic o Wandelaltar, on una pintura es divideix sovint entre quatre o més segments o panells. Hi ha dos parells d'ales mòbils, i tres punts de vista clarament diferents per a utilitzar segons l'època de l'any litúrgic en què es trobi: un per als dies normals, una altra per als diumenges i altres per a festivitats especials. Va ser un encàrrec de l'abat Benedict Eck de Mondsee el 1471 i acabat el 1481. Es creu que Pacher no va ser l'únic artista que va contribuir a aquest retaule. Se suposa que el seu propi germà Friedrich Pacher va pintar les peces exteriors de l'obra representant escenes de la vida de Sant Wolfgang que només eren visibles quan el retaule està tancat. Això no obstant, les pintures interiors sembla que totes són autògrafes de Michael Pacher.
Pel que fa al «Retaule dels Pares de l'Església", va ser creat el 1483 per al monestir de Neustift, prop de Brixen. Probablement és la segona obra més coneguda de Pacher. En aquesta obra la separació entre pintura i escultura ja no és en absolut clara. Aquest retaule es divideix en quatre seccions, cada una d'elles representant a un dels quatre grans doctors de l'Església Occidental: Ambròs de Milà, Agustí d'Hipona, Jeroni de Sofroni i el Papa Gregori I.
Al Museu Nacional d'Art de Catalunya es pot veure una escultura seva, una Santa Generació.